# Hockey sur gazon aux Jeux olympiques de la jeunesse de 2018
Navigation
Édition précédente Édition suivante
Les épreuves d'hockey sur gazon sous la forme de hockey 5 pour la seconde fois, lors des Jeux olympiques de la jeunesse de 2018 ont lieu au Parque Olímpico de la Juventud de Villa Soldati, à Buenos Aires en Argentine, du 7 au 14 octobre 2018.

## Qualification
Comme en 2014, le tournoi était initialement prévu pour dix équipes, masculines et féminines, mais la fédération internationale l’a étendu à 12 équipes en juillet 2017, en réservant une place dans chacun des tournois à l’Argentine, nation-hôte.
Chacune des 5 fédérations continentales a droit à deux équipes tandis que la 11e équipe est attribuée par tirage au sort au sein d’une de ces fédérations, à l’équipe arrivée 3e lors de son propre tournoi continental. En raison du fait que les CNO doivent opter pour une seule équipe entre beach handball, rugby à sept, futsal et hockey 5, la place obtenue par l’Océanie revient finalement à l’Asie chez les garçons tandis que chez les filles, c’est l’Afrique qui dispose de trois équipes.
La France et l’Afrique du Sud, qualifiées chez les garçons, optent pour le rugby à 7, et sont donc remplacées par l’Autriche et le Kenya. Les îles Salomon optent pour le futsal et leur quota continental est réattribué à une équipe asiatique, en l’occurrence le Bangladesh.
Participent pour la 1re fois à un tournoi olympique : l’Argentine, l’Autriche, l’Inde, le Kenya, la Malaisie, la Pologne et Vanuatu chez les garçons, tandis que l’Australie, l’Autriche, l’Inde, le Mexique, la Namibie, la Pologne, Vanuatu et le Zimbabwe chez les filles font leur première apparition.
Pour pouvoir participer, il faut être né entre le 1er janvier 2000 et le 31 décembre 2003.

## Répartition des groupes
Elle est communiquée par la FIH le 7 septembre 2018.

## Programme
- Programme des matches

## Podiums
| Événement | Or        | Argent | Bronze    |
| --------- | --------- | ------ | --------- |
| Garçons   | Malaisie  | Inde   | Argentine |
| Filles    | Argentine | Inde   | Chine     |